# Парк імені генерала Потапова
Парк і́мені генера́ла Пота́пова — міський парк у житловому масиві Микільська Борщагівка Святошинського району м. Києва.

## Розташування
Розташований на перетині вулиць Володимира Покотила та Василя Доманицького, майже по всій довжині останньої, на парному її боці.

## Опис
Створений у 1975 році. Площа — 5,13 га. Парк має майже правильну прямокутну форму з бічними розмірами приблизно 385 на 130 метрів. Від вулиці Володимира Покотила парк вглиб перерізує центральна алея, яка на своєму шляху перетинає декілька бічних, менших. Цими алеями парк поділений на своєрідні невеликі ділянки. В місцях перетину головної алеї з бічними алеями та доріжками створено декілька кільцевих відкритих площ з деревами в центрі.
Зелені насадження парку — різноманітні породи дерев та кущів. Переважають листяні породи дерев — клени, каштани, липи, тополі, акації. Хвойні породи дерев зустрічаються в центрі округлих площ.
На території парку знаходиться бювет артезіанської води, дитячий ігровий майданчик, місця відпочинку, сховище.
За парком розташовані будинки вулиці Василя Доманицького з парними номерами, а також спеціалізована школа № 197 ім. Д. Луценка з поглибленим вивченням англійської мови.

## Походження назви
Парк названий на честь генерал-майора танкових військ Михайла Потапова, командувача 5-ї армії Південно-Західного фронту, війська якої захищали Київ у перші місяці радянсько-німецької війни в 1941 році.

## Галерея

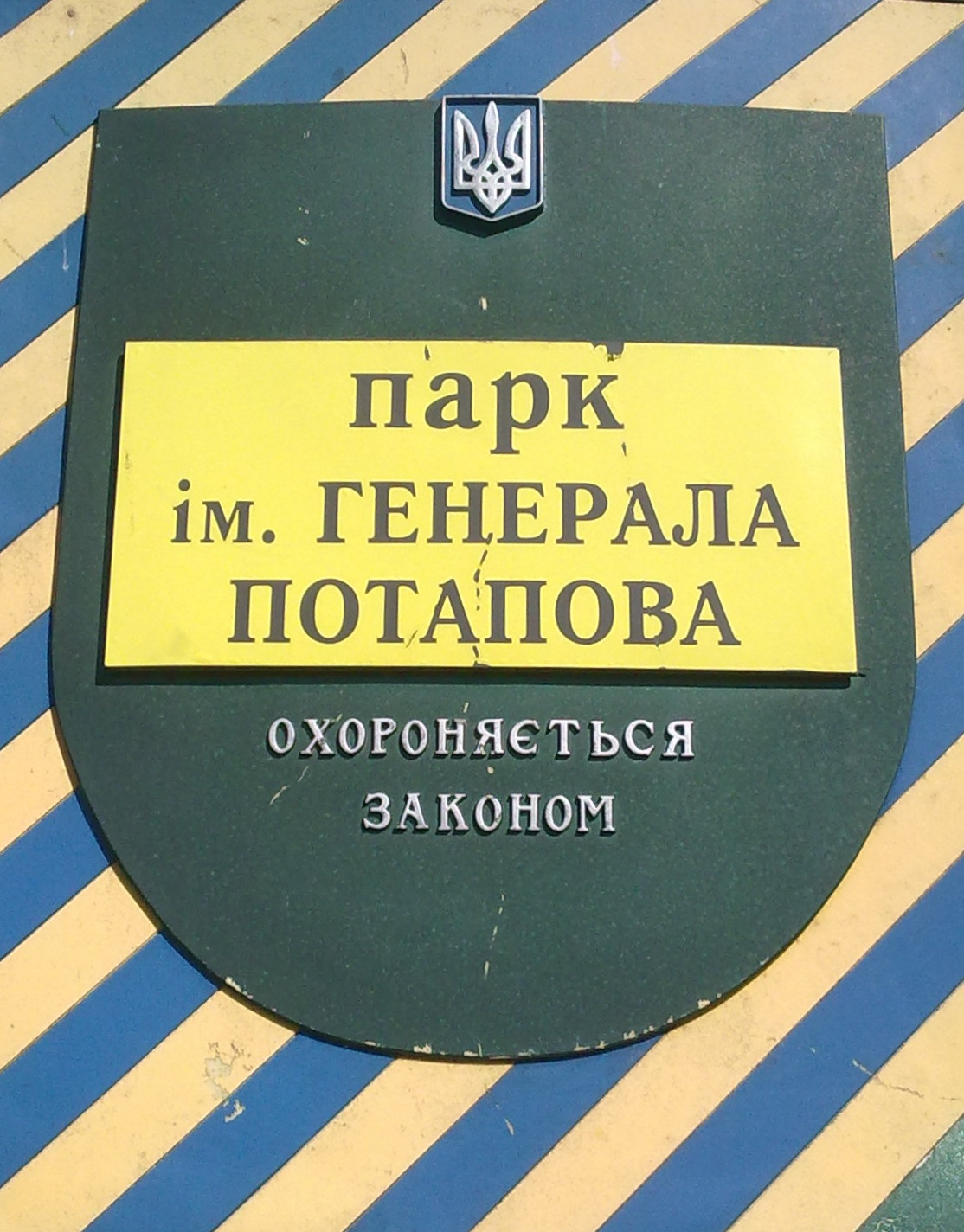
Охоронна дошка
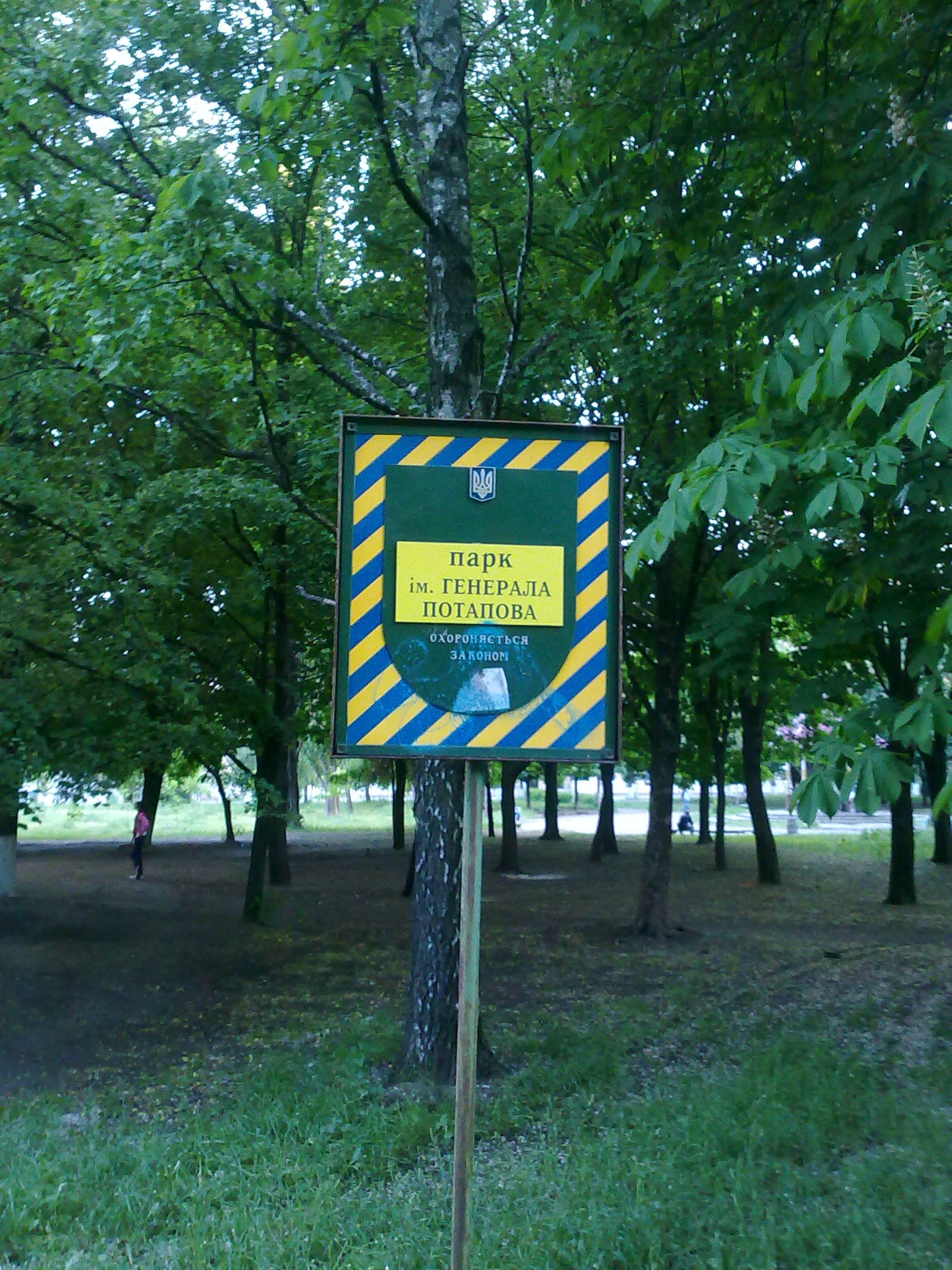
Охоронна дошка
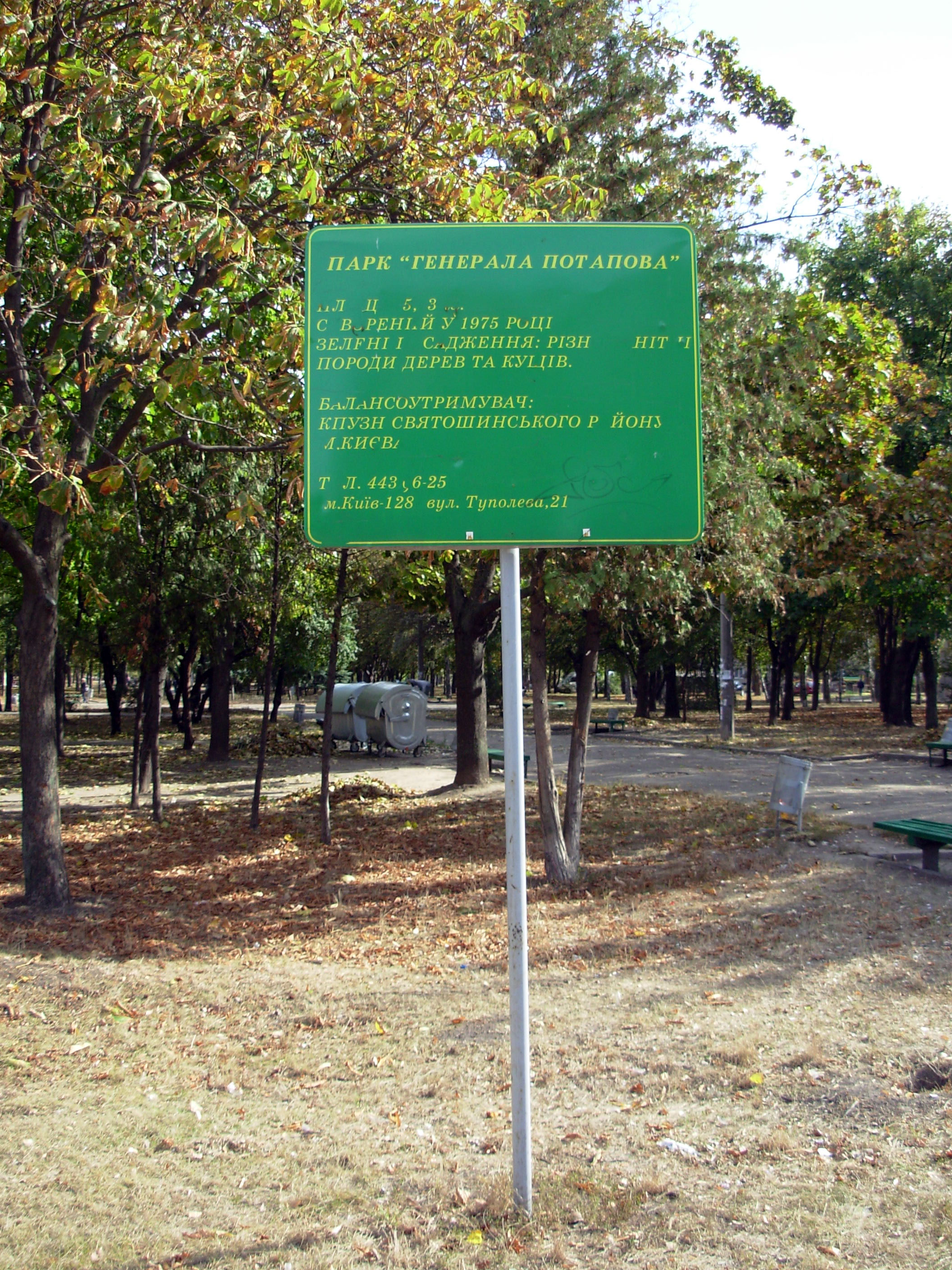
Інформаційна дошка
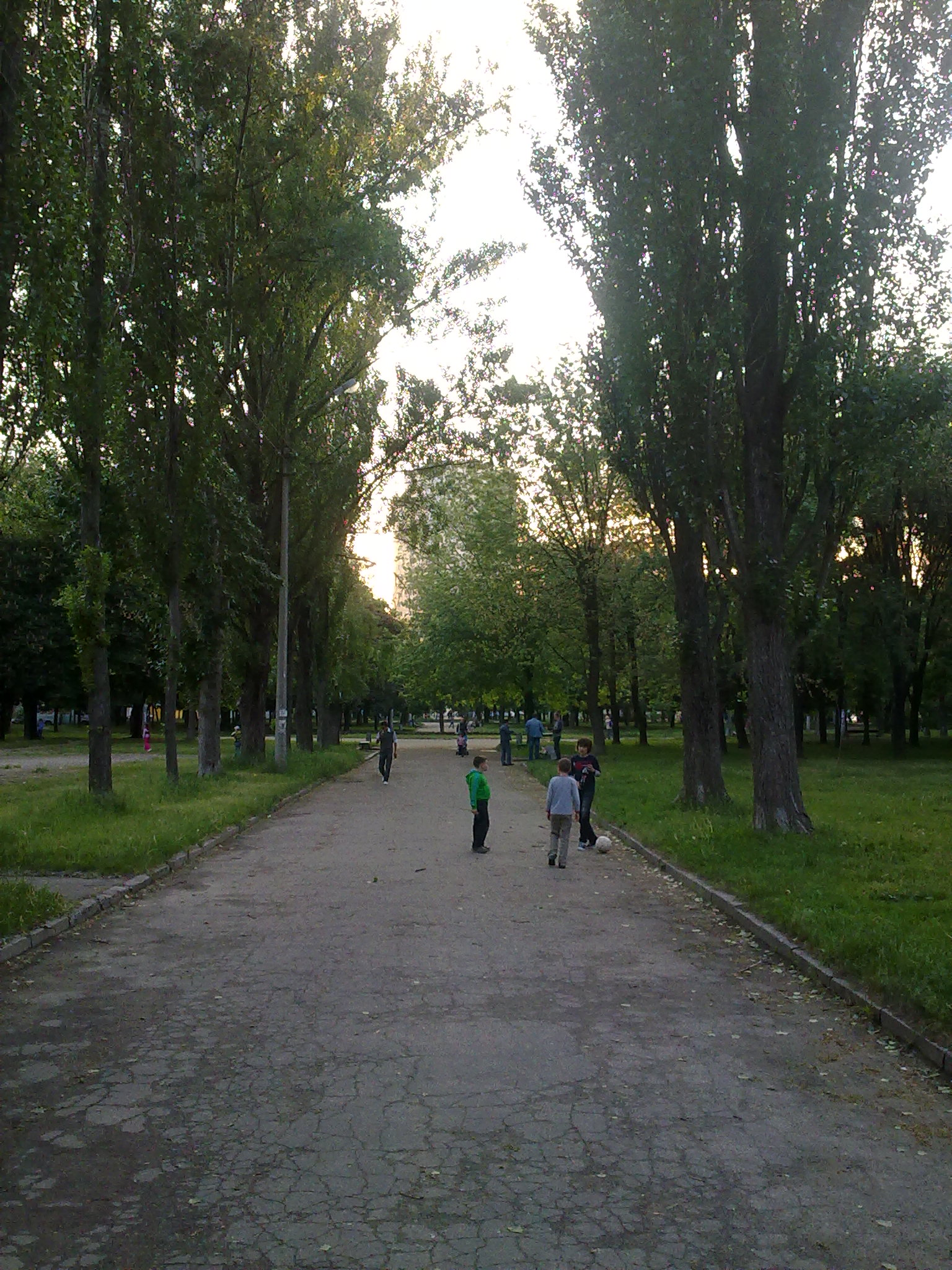
Центральна алея
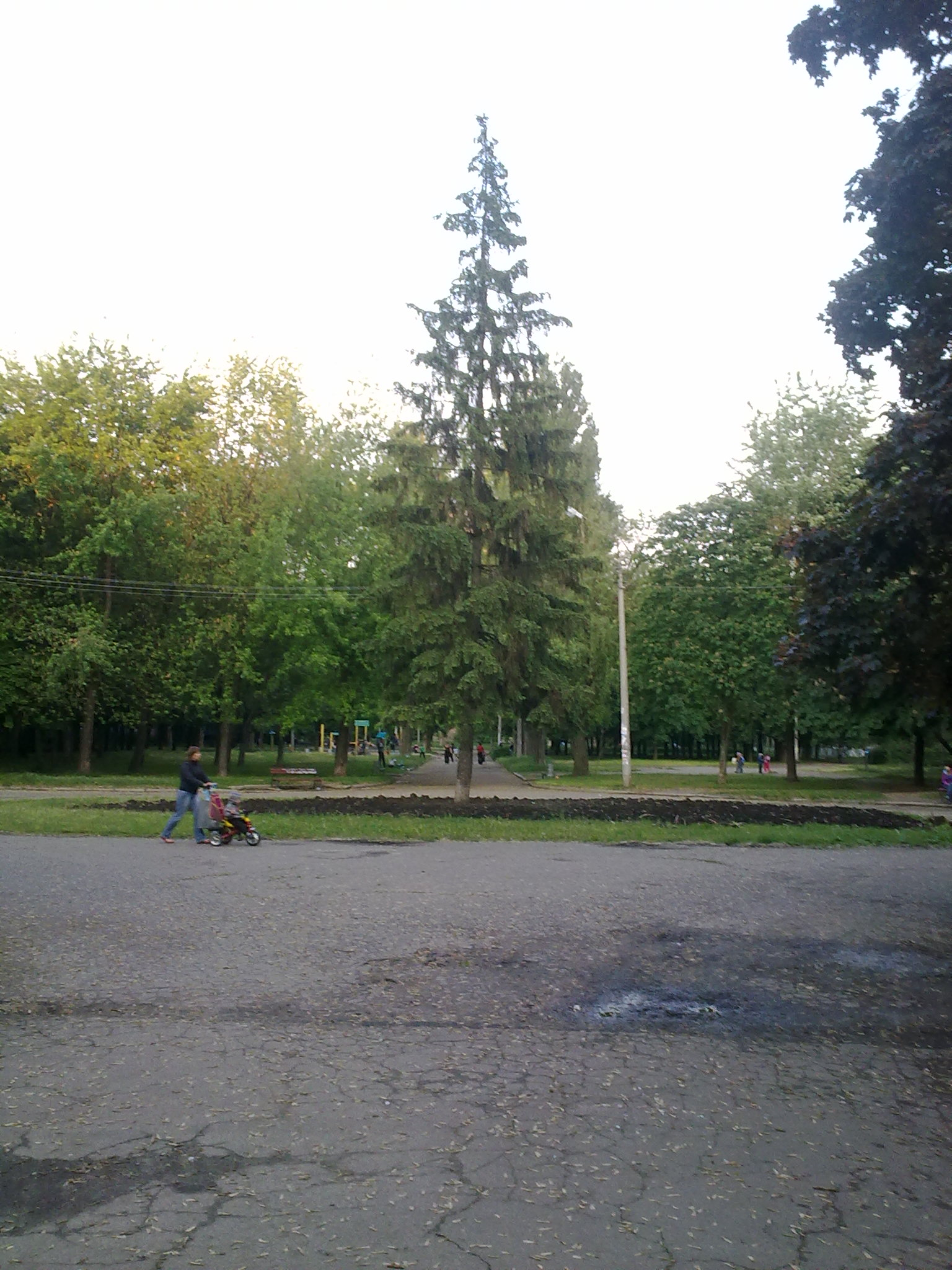
Округла площа на перетині алей
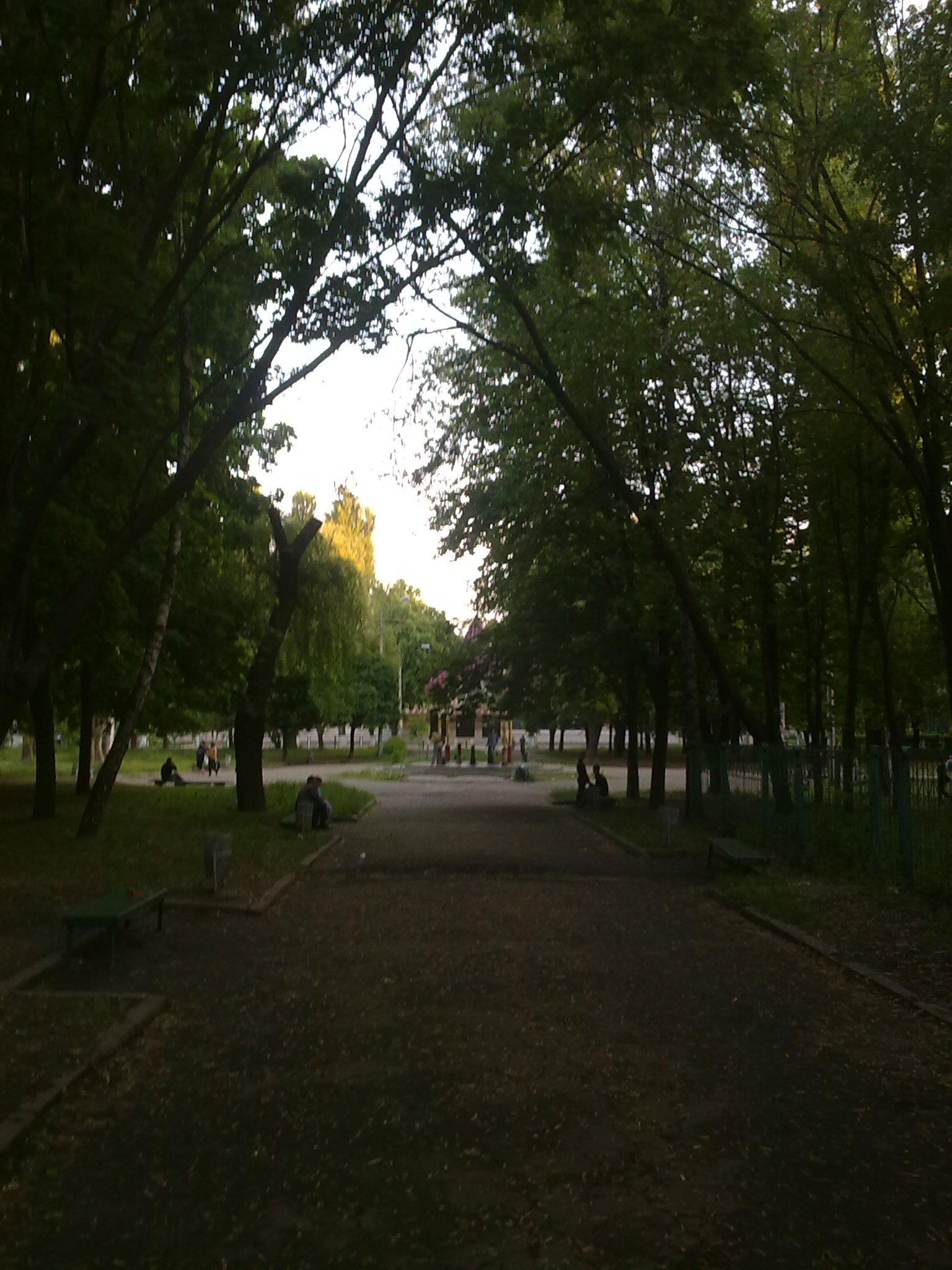
Бічна алея
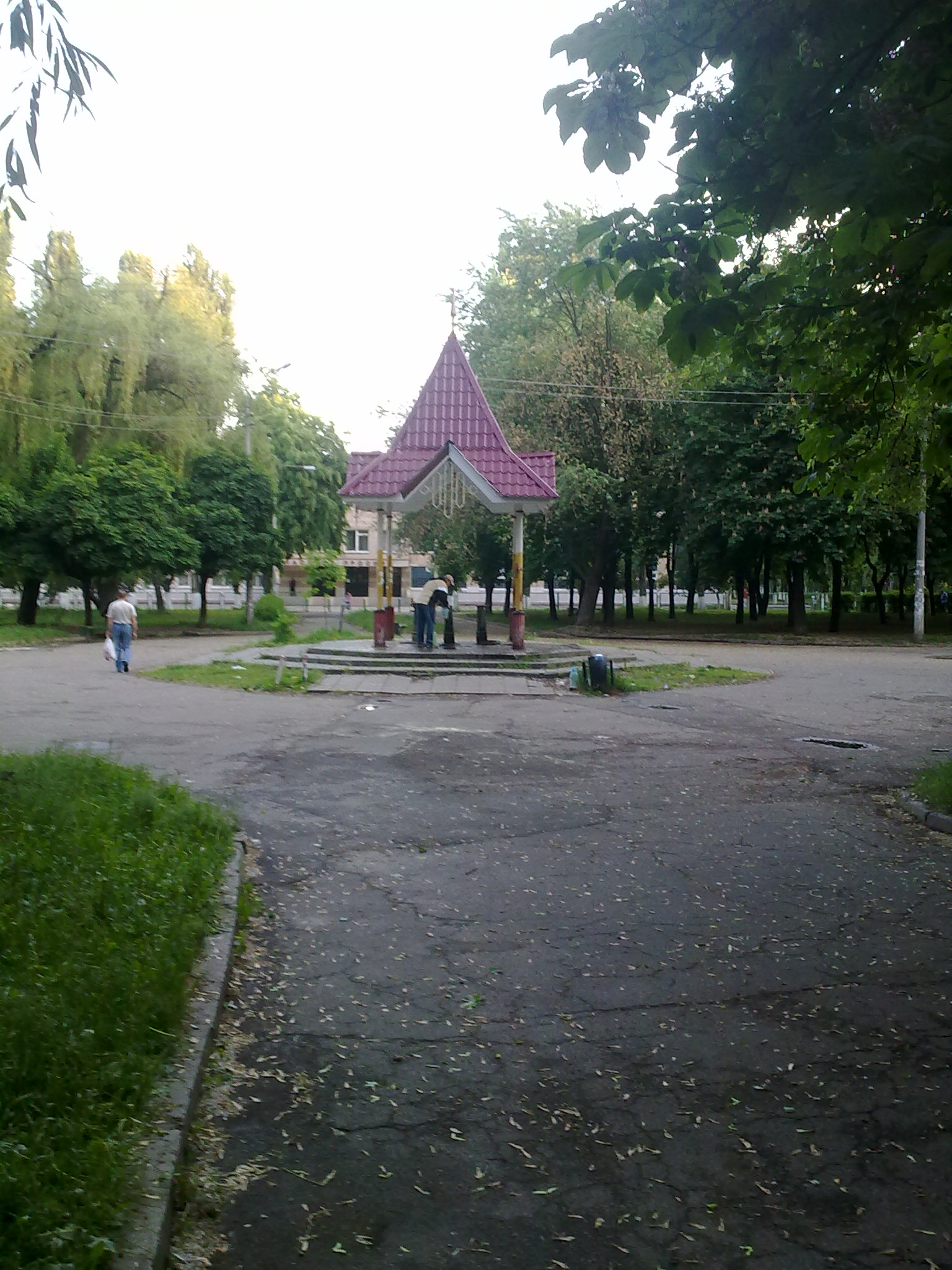
Бювет артезіанської води
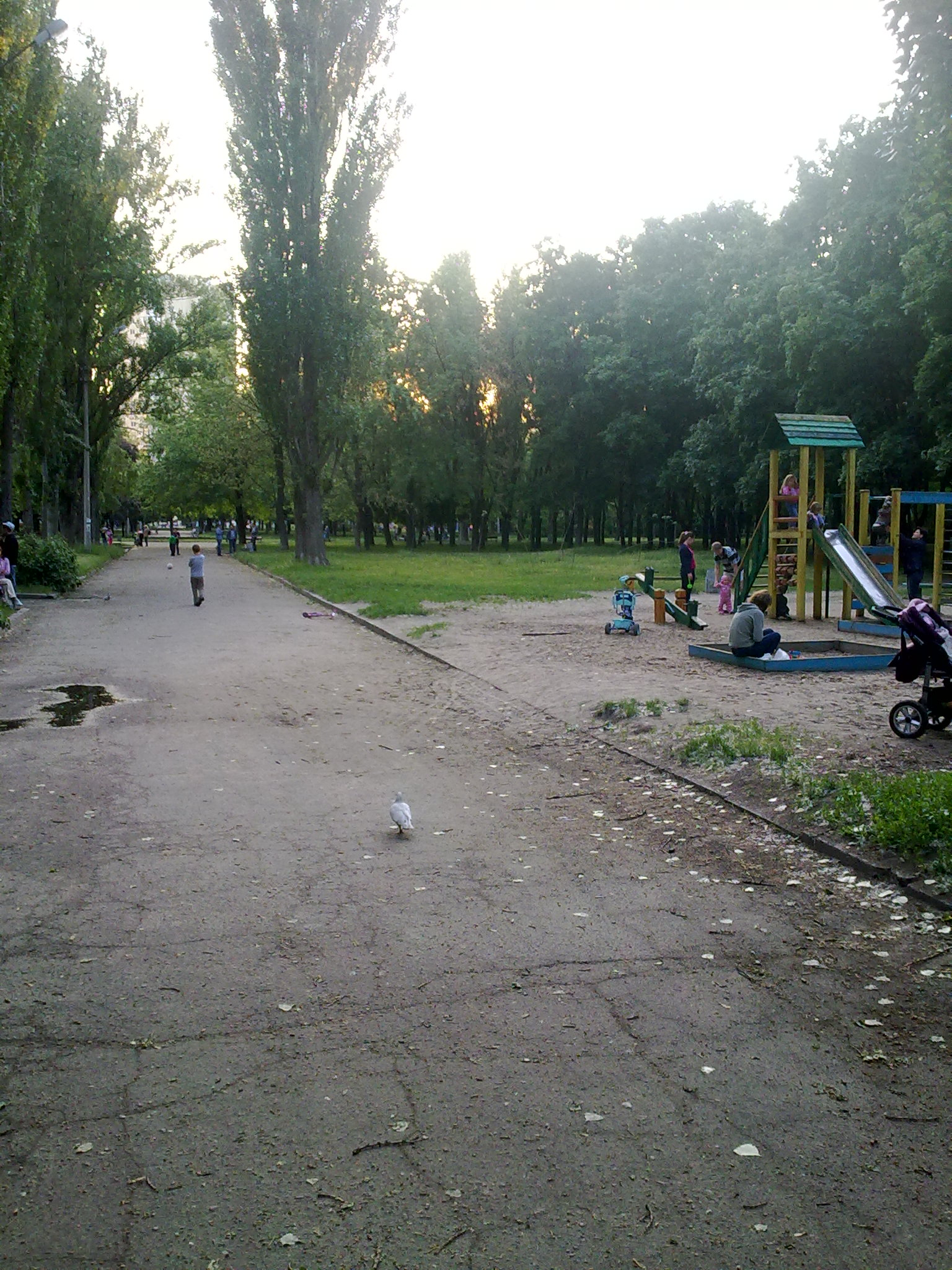
Дитячий ігровий майданчик
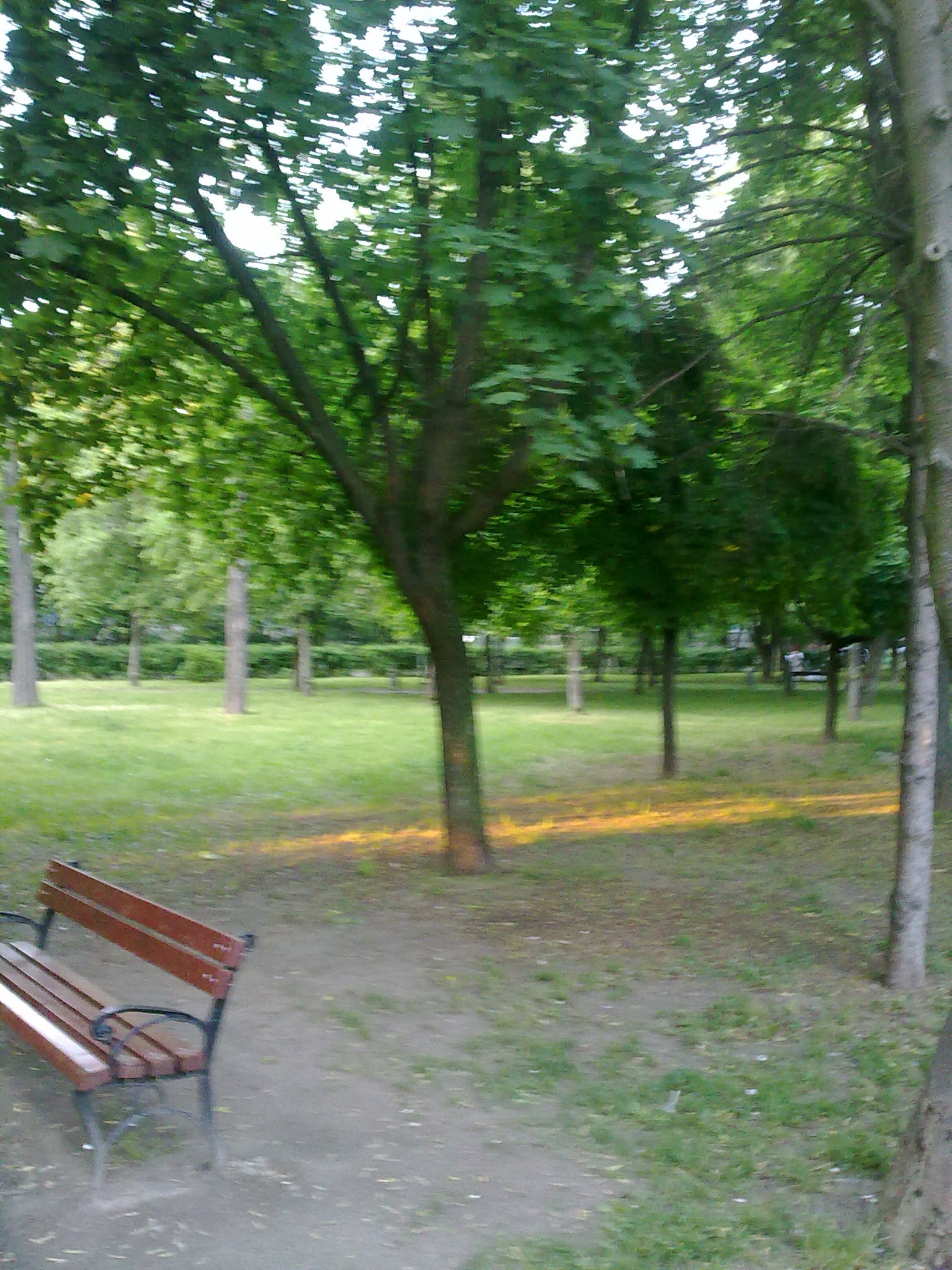
Місце відпочинку
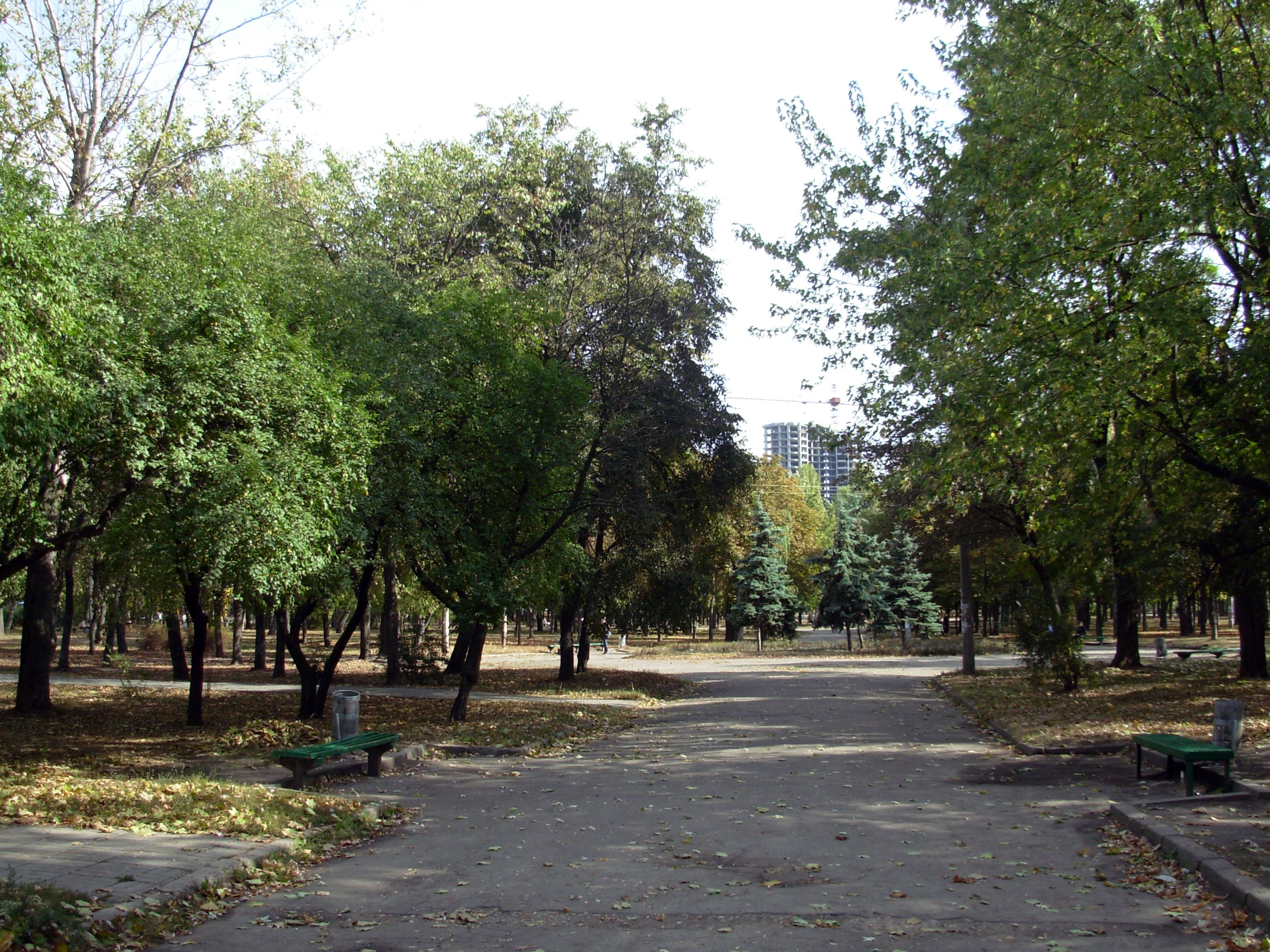
Центральна алея
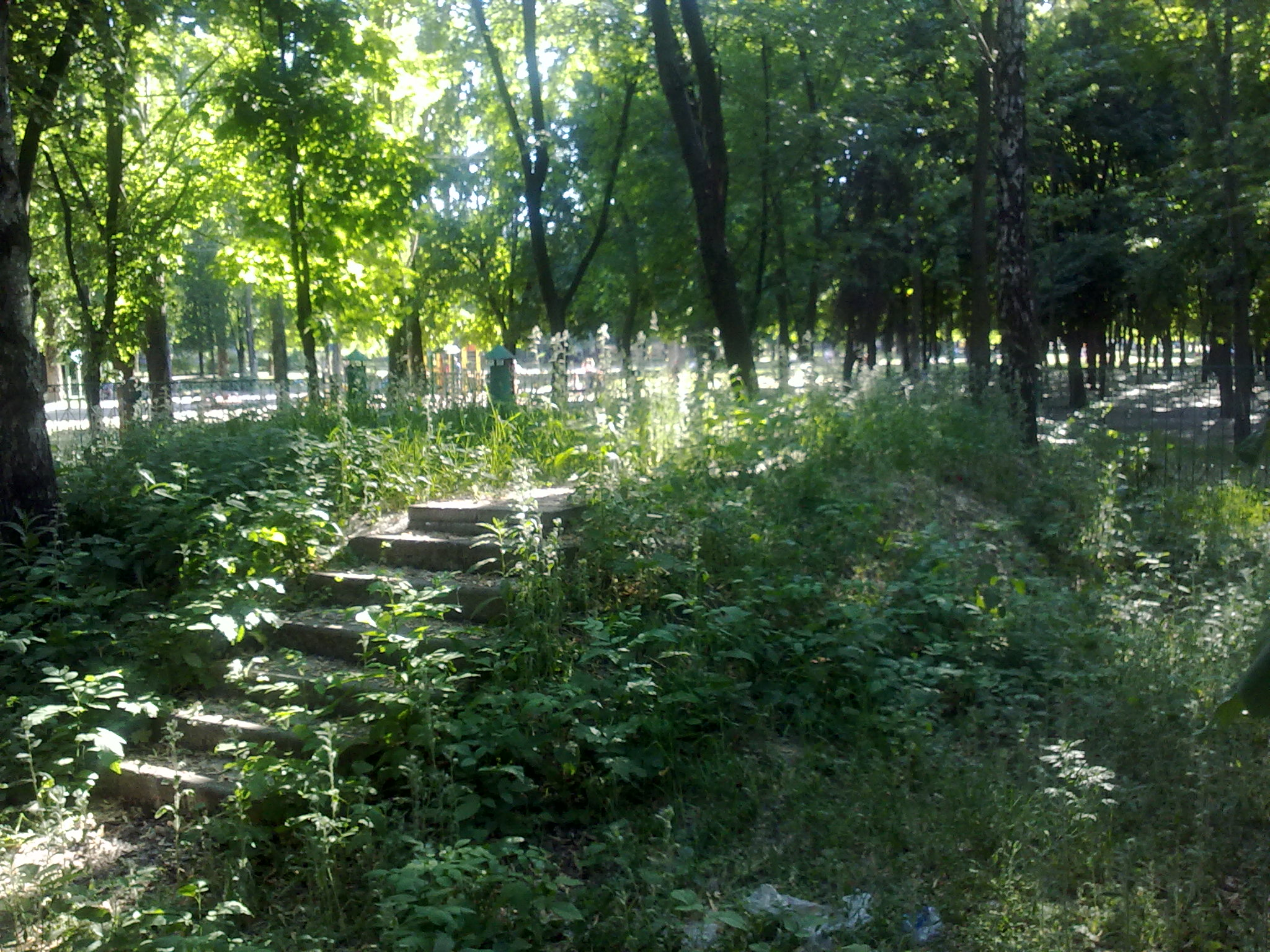
Сховище